# Elaphoglossum angustifrons
Elaphoglossum angustifrons là một loài thực vật có mạch trong họ Lomariopsidaceae. Loài này được A. Rojas mô tả khoa học đầu tiên năm 2003.